# 간다라어
간다라어(-語, Gāndhārī)는 기원전 3세기부터 기원후 3세기경까지 남아시아 서북부(현재의 파키스탄 북부와 아프가니스탄 동부)에 해당하는 간다라 지방에서 사용된 인도어파 언어로 중기 인도어(프라크리트)의 하나이다. 간다리어라고도 부른다.
남아시아뿐 아니라 중앙 아시아에서도 사용되고 있다. 시대의 차이 · 지역차 · 목적의 차이에서 비롯된 차이점들을 제외하면 이 텍스트에 사용되는 언어는 거의 같은 특징을 나타낸다.

## 명칭
옛날에는 단순히 '프라크리트'라고 했는데 영국의 학자 해롤드 월터 베일리가 '간다리'(Gāndhārī)라는 단어를 사용하여 이후 그 단어가 사용되게 되었다.

## 간다라어 문헌
간다라어 문헌은 카로슈티 문자로 오른쪽에서 왼쪽으로 쓴다. 아쇼카 왕의 바위 담마 칙령이 가장 오래된 것이며, 그밖의 화폐의 명문, 중앙아시아 니야 등에서 발견된 문서, 주로 1990년대 이후 아프가니스탄 내전에 따라 대량으로 유출된 간다라어 불교 사본 등이 있다. 특히 대영 박물관이 입수한 간다라어 문헌의 경우, 해당 문헌의 조사를 실시한 리차드 살로몬에 따르면 해당 문헌은 1세기 전반의 법장부이며, 불전으로써는 현존 최고의 것이다. 때문에 이를 '불교계의 사해 문서'라고 부르기도 한다.
현재까지 발견된 간다라어 문헌의 자세한 내용은 카로슈티 문자를 참조하십시오.

## 언어의 특징
간다라어의 음운 체계는 표기상의 제약 때문에 또한 음가 알 수 없는 문자가 있기 때문에 완전히 알고 있지 않지만, 전체적으로는 다음과 같은 특징을 가진다.
- 다른 중기 인도어와 공통의 특징.
  - 모음의 단순화. ai · aya → e, au · ava → o 등.
  - 자음 연결의 단순화.
  - 모음에 낀 자음의 약화 (팔리어는 이러한 변화를 일으키고 있지 않지만, 다른 중기 인도어에서는 일반적이다). t → d, p · b → v, c · j → y 등.

- 간다라어 고유의 특징.
  - 악센트가 없는 모음의 약화와 이에 따른 모음 표기의 불안정화. 특히 어말에서는 o → u, e → i 될 경우가 많다. 같은 단어라도 다른 모음으로 작성될 수 있다.
  - 산스크리트어에 있는 3개의 치찰음(ś ṣ s)을 구별한다. 팔리어에서는 모두 s로 되어있다. 3개의 치찰음의 구별은 산스크리트어와 대체로 대응되지만, 산스크리트어의 śr가 ṣ가 되는 등 독특한 변화도 있다.
  - 산스크리트어의 kṣ에 해당하는 전용 문자가 있다. 정확한 음가는 불명하지만, 다른 프라크리트처럼 소멸하지 않았다.
  - 팔리어에서는 자음 연결이 거의 완전히 소멸되어 있는 반면 간다라어는 일부 자음 연결을 남기고 있다.

## 한역 불전과의 관계
초기 한역 불전의 음역어의 특징은 산스크리트어 대신 프라크리트어의 일종에서 유래하였음을 나타내고 있고 간다라어에 가까운 음운적 특징을 가지고 있다는 것은 1930년대에 이미 지적되고 있었는데 정작 간다라어로 쓰여진 불경은 19세기 말에 호탄 부근에서 발견된 간다라어 법구경 밖에 없었다. 그러나 최근에는 간다라 지방에서 대량의 불전이 발견되었다.
존 블러프에 따르면 ,
- 산스크리트어의 anavatapta를 「아뇩달지」(阿耨達池)라고 하는 것은, 간다라어의 aṇuva-에서 유래한 것으로 생각하면 이해된다.
- 산스크리트어의 jāmbūnada를 「염부단」(閻浮檀)이라고 하지만, 간다라어 법구경에서는 jabodaṇa와 음운 전환을 일으키고 있으며, 간다라어에서 유래라고 생각하면 이해된다.

또한 장아함경(長阿含経)의 음역어는 산스크리트어에서 유래한 것이 아니지만, ś ṣ s의 구별은 유지되고 있으며, 간다라어적인 특징을 보여주고 있다. 또한 śramaṇa가 「사문」(沙門, '사'는 권설음 ṣa에 대응된다)으로 번역되는 것은 간다라어의 ṣamaṇa에서 유래한다고 생각하면 이해된다.

## 사례
간다라어 법구경 팔리어에서 산스크리트어에 대응되는 제215시를 보자. 8음절로 이루어진 어구를 4개 늘어놓은 운문 형식(슈로카)로 되어 있다.
| 간다라 어 다르마빠다(215)                                                     | 팔리어 담마빠다(311)                                                                    | 산스크리트어 우다나발가스 (11.4)                                                     | 한역 《법구경》 지옥품제30                  |
| ----------------------------------------------------------------------------- | --------------------------------------------------------------------------------------- | ------------------------------------------------------------------------------------ | ------------------------------------------- |
| śaru yadha drugahido hasta aṇuvikatadi ṣamaña droparamuṭho niraya uvakaḍhadi. | kuso yathā duggahito hattham evānukantati sāmaññaṃ dupparāmaṭṭhaṃ nirayāya upakaḍḍhati. | śaro yathā durgr̥hīto hastam evāpakr̥ntati śrāmaṇyaṃ duṣparāmr̥ṣṭaṃ narakān upakarṣati. | 譬如抜菅草 執緩則痛手 学戒不禁制 地録乃自賊 |

직역 : 어설프게 잡은(dru-gahido) 화살이(śaru) 손을(hasta) 베는(aṇu-vi-katadi) 것과 같이(yadha) 어설프게 행하는(dro-para-muṭho) 수행은 (ṣamaña) 지옥으로(niraya) 이끈다(uva-kaḍhadi)
카로슈티 문자 제한으로 인해 간다라어에서는 모음의 장단을 구별하거나 중자음이 표시되지 않는다. 또한 《법구경》에서는 원칙적으로 ṃ은 표기되지 않는다.
간다라어 텍스트는 팔리어의 그것과 비슷하지만, 모음 사이에 자음의 유성화(yathā → yadha · upa- → uva-)나 어말 모음의 약화가 명확하게 보인다. 산스크리트어의 hastam('손')는 팔리어로는 hattham으로 변화하고 있지만, 간다라어로는 hasta로 자음 연결을 남기고 있다. dur- ('나쁜')는 음위 전환을 일으켜 dru-가 되고 있다.

## 참고 문헌
- Brough, John (1962). 《The Gāndhārī Dharmapada》. Oxford University Press.
간다라어의 법구경의 사진과 전문 · 주석 및 간다라어의 음운 · 문법에 대해
- 나카무라 하지메(中村元) (1978). 《붓다의 진리의 말 감흥의 말(ブッダの真理のことば・感興のことば)》. 이와나미 문고(岩波文庫). ISBN 4003330218.(일본어)